# Grimdark
Le grimdark (pouvant se traduire de l'anglais par sombre obscurité ou obscurité sinistre) est un sous-genre de littératures de l'imaginaire avec un registre, un style ou un cadre particulièrement dystopiques, amoraux ou violents. L'expression est inspirée d'une citation tirée du jeu Warhammer 40,000.

## Définitions
Plusieurs définitions du sous-genre grimdark ont été proposées :
- Adam Roberts décrit celui-ci comme étant une fiction « où personne n'est honorable et où règne la loi du plus fort[trad 1] ». C'est « la manière typique de référer aux œuvres de fantaisie qui ont tourné le dos aux visions plus édifiantes et préraphaélistes d'un univers médiéval idéalisé et d'insister à la place sur à quel point la vie de cette époque était "en réalité" dure, brutale, courte et sombre[trad 2]. » Il souligne que le grimdark a peu à voir avec la relecture d'une réalité historique, mais plutôt avec une projection de notre propre monde « cynique, désillusionné et ultraviolent[trad 3],[2]. »
- Genevieve Valentine définit le grimdark comme un « sous-genre de fantaisie qui s'intéresse à la psychologie de héros qui se font justice à la pointe de l'épée et au réalisme sombre derrière la politique des royaumes[trad 4],[3]. »
- Selon Jared Shurin, la fantaisie grimdark repose sur trois composantes : un ton sombre, un certain réalisme (par exemple, les monarques ne servent à rien et les héros sont imparfaits) et l'agencement des protagonistes. Ainsi, dans la high fantasy, tout est prédestiné et l'intrigue évolue autour de comment les héros vont défaire le Seigneur des Ténèbres, alors que dans le grimdark, les personnages doivent choisir entre le bien et le mal et y sont « aussi perdus que nous le sommes[trad 5],[4]. »
- Liz Bourke considère que le grimdark est principalement caractérisé par « un repli dans la valorisation des ténèbres par amour de celles-ci, selon une sorte de nihilisme qui présente les bonnes actions [...] comme quelque chose d'impossible ou de futile[trad 6]. » D'après elle, cela a pour effet d'absoudre les protagonistes, tout comme les lecteurs, de toute responsabilité morale[5].

Le statut de genre à part entier du grimdark est également discuté. Valentine note que bien que certains écrivains utilisent le terme, d'autres le voient comme un « terme méprisant désignant la fantaisie qui démonte les tropes (en), une étiquette injuste,. »

## Citation
« dans l'obscurité sinistre (grim darkness) du futur lointain, il n'y a que la guerre,. »

— Warhammer 40,000

## Usages
D'après Roberts, le grimdark est une forme moderne d'approche anti-Tolkien de l'écriture, dont la représentation la plus connue est la saga du Trône de fer. D'après Garrad, le grimdark est associé au mouvement gothique des années 90 et de son esthétique autour de la perte et de la négativité. 
En 2016, Damien Walter écrit dans le Guardian que le grimdark domine la fantaisie en raison d'un « impératif commercial visant à attirer les adolescents masculins » à l'aide de « plus grosses épées, plus de combats, plus de sang, plus de combats, de haches, de combats. » Il oppose ce courant à celui d'une fantaisie « plus épique et plus nuancée émotionnellement misant plus sur l'histoire que les combats. »
Des œuvres sont qualifiées de grimdark surtout depuis les années 1990. En plus de George R. R. Martin, on classe dans ce genre des auteurs tels Glen Cook, Joe Abercrombie,, Richard Morgan et Mark Lawrence,. Dans un sens plus large, une « vision intransigeante, sombre, pessimiste ou nihiliste du monde, », caractéristiques de la fiction grimdark, se retrouve à partir des années 2000 dans une vaste série d’œuvres fictives populaires telles Batman, Breaking Bad et The Walking Dead (en).

## Hopepunketnoblebright
En 2017, l'écrivaine Alexandra Rowland affirme que le hopepunk s'oppose au grimdark en axant sur l'importance de l'espoir et sur l'idée que les idéaux valent la peine d'être défendus malgré l'adversité,.
Le genre est également opposé au noblebright, qui non seulement affirme qu'il y a des combats justes qui méritent d'être menés, mais que ceux-ci peuvent être gagnés et mener à un happy end,.